# Tobias monstrosus
Tobias monstrosus är en spindelart som beskrevs av Eugène Simon 1929. 
Tobias monstrosus ingår i släktet Tobias och familjen krabbspindlar. Inga underarter finns listade i Catalogue of Life.